# 短尾護尾鮠
短尾護尾鮠，為輻鰭魚綱鯰形目平鰭鮠科的其中一種，為熱帶淡水魚，分布於非洲喀麥隆Lobi與Kribi河、加彭奧克維河與Kouilou河流域、剛果河下游流域，體長可達7公分，棲息在底層水域，生活習性不明。